# Ericentrus
Ericentrus is een monotypisch geslacht van straalvinnige vissen uit de familie van beschubde slijmvissen (Clinidae).

## Soort
- Ericentrus rubrus (Hutton, 1872)